# A Liberdade Avança
A Liberdade Avança (em castelhano:  La Libertad Avanza) é uma coalizão política argentina da Cidade de Buenos Aires com uma tendência conservadora em temas sociais, e libertarista em temas econômicos. Foi criada com o objetivo de participar nas eleições legislativas de 2021 e da eleição presidencial de 2023. A coalizão é liderada pelo economista e atual presidente, Javier Milei.

## Partidos membros

### Partidos Nacionais
| Partido | Partido | Partido                   | Líder                         | Ideologia                                              | Câmara de Deputados | Senado | Membros | Ref.          |
| ------- | ------- | ------------------------- | ----------------------------- | ------------------------------------------------------ | ------------------- | ------ | ------- | ------------- |
|         |         | Partido Demócrata         | Victoria Villarruel           | Conservadorismo Liberalismo conservador Nacionalismo   | 6 / 257             | 1 / 72 | 75.172  | [ 14 ]        |
|         |         | Partido Libertário        | Ramiro Marra                  | Libertarianismo Conservadorismo libertário Minarquismo | 4 / 257             | 0 / 72 | 21.841  | [ 15 ] [ 16 ] |
|         |         | Partido Renovador Federal | José Videla Sáenz             | Peronismo Federal                                      | 2 / 257             | 2 / 72 | 22.614  | [ 14 ]        |
|         |         | Partido Fe                | Cecilio Salazar               | Peronismo                                              | 1 / 257             | 0 / 72 | 49.086  | [ 14 ]        |
|         |         | Unión Celeste y Blanco    | Carlos Fabián Luayza Troncoso | Conservadorismo Peronismo Federal                      | 1 / 257             | 0 / 72 | 16.266  | [ 14 ]        |

### Partidos de Distrito
| Partido | Partido                              | Partido                                | Líder                     | Ideologia                                                     | Distritos | Distritos                               | Câmara de Deputados | Senado | Membros | Ref.                 |
| ------- | ------------------------------------ | -------------------------------------- | ------------------------- | ------------------------------------------------------------- | --------- | --------------------------------------- | ------------------- | ------ | ------- | -------------------- |
|         |                                      | Ahora Patria                           | Carlos Zapata             | Conservadorismo Conservadorismo social Liberalismo econômico  | 1/1       | Salta                                   | 3 / 257             | 0 / 72 | 3.855   | [ 14 ] [ 17 ] [ 18 ] |
|         |                                      | Movimiento de Integración y Desarrollo | Juan Pablo Carrique       | Desenvolvimentismo                                            | 4/14      | Buenos Aires, CABA, Catamarca e Córdova | 3 / 257             | 0 / 72 | 46.933  | [ 14 ] [ 17 ]        |
|         |                                      | Fuerza Republicana                     | Ricardo Bussi             | Conservadorismo Nacionalismo Militarismo Negacionismo         | 1/1       | Tucumã                                  | 1 / 257             | 0 / 72 | 39.059  | [ 14 ] [ 17 ]        |
|         |                                      | Republicanos Unidos                    | Roberto García Moritán    | Liberalismo republicano Liberalismo econômico Conservadorismo | 1/6       | Tierra del Fuego                        | 1 / 257             | 0 / 72 | 15.083  | [ 14 ] [ 17 ]        |
|         |                                      | Unite por la Libertad y la Dignidad    | José Bonacci              | Neoliberalismo Conservadorismo Peronismo Ortodoxo             | 3/6       | CABA, Catamarca e Santa Fé              | 1 / 257             | 0 / 72 |         | [ 14 ] [ 17 ]        |
|         |                                      | Partido Tercera Posición               |                           |                                                               |           | San Luis                                | 1 / 257             | 0 / 72 |         | [ 14 ] [ 17 ] [ 19 ] |
|         | Integrar                             | Integrar                               |                           |                                                               |           | Buenos Aires e CABA                     | 0 / 257             | 0 / 72 |         | [ 14 ] [ 17 ]        |
|         | Partido Ciudadanos a Gobernar        | Partido Ciudadanos a Gobernar          |                           |                                                               |           | Chaco                                   | 0 / 257             | 0 / 72 |         | [ 14 ] [ 17 ]        |
|         | Acción Chaqueña                      | Acción Chaqueña                        | Naredo Luis Aguirre Piela |                                                               | 1/1       | Chaco                                   | 0 / 257             | 0 / 72 |         | [ 14 ] [ 17 ]        |
|         | Ciudadanos por Chubut                | Ciudadanos por Chubut                  | César Treffinger          |                                                               |           | Chubut                                  | 0 / 257             | 0 / 72 |         | [ 14 ] [ 17 ]        |
|         | Partido Indepiendente del Chubut     | Partido Indepiendente del Chubut       |                           |                                                               |           | Chubut                                  | 0 / 257             | 0 / 72 |         | [ 14 ] [ 17 ]        |
|         | Partido Libertad, Trabajo y Progreso | Partido Libertad, Trabajo y Progreso   |                           |                                                               |           | Formosa                                 | 0 / 257             | 0 / 72 |         | [ 14 ] [ 17 ]        |
|         | Arriba Neuquén                       | Arriba Neuquén                         | Nadia Marquez             |                                                               |           | Neuquén                                 | 0 / 257             | 0 / 72 |         | [ 14 ] [ 17 ]        |
|         | Movimiento de Acción Vecinal         | Movimiento de Acción Vecinal           |                           |                                                               |           | Somente na província de San Luis        | 0 / 257             | 0 / 72 |         | [ 14 ] [ 17 ]        |
|         | Partido Tercera Posición             | Partido Tercera Posición               |                           |                                                               |           | San Luis                                | 0 / 257             | 0 / 72 |         | [ 14 ] [ 17 ]        |
|         | Acción por una Democracia Nueva      | Acción por una Democracia Nueva        |                           |                                                               |           | San Juan                                | 0 / 257             | 0 / 72 |         | [ 14 ] [ 17 ]        |